# Ла-Гранха (дворец)

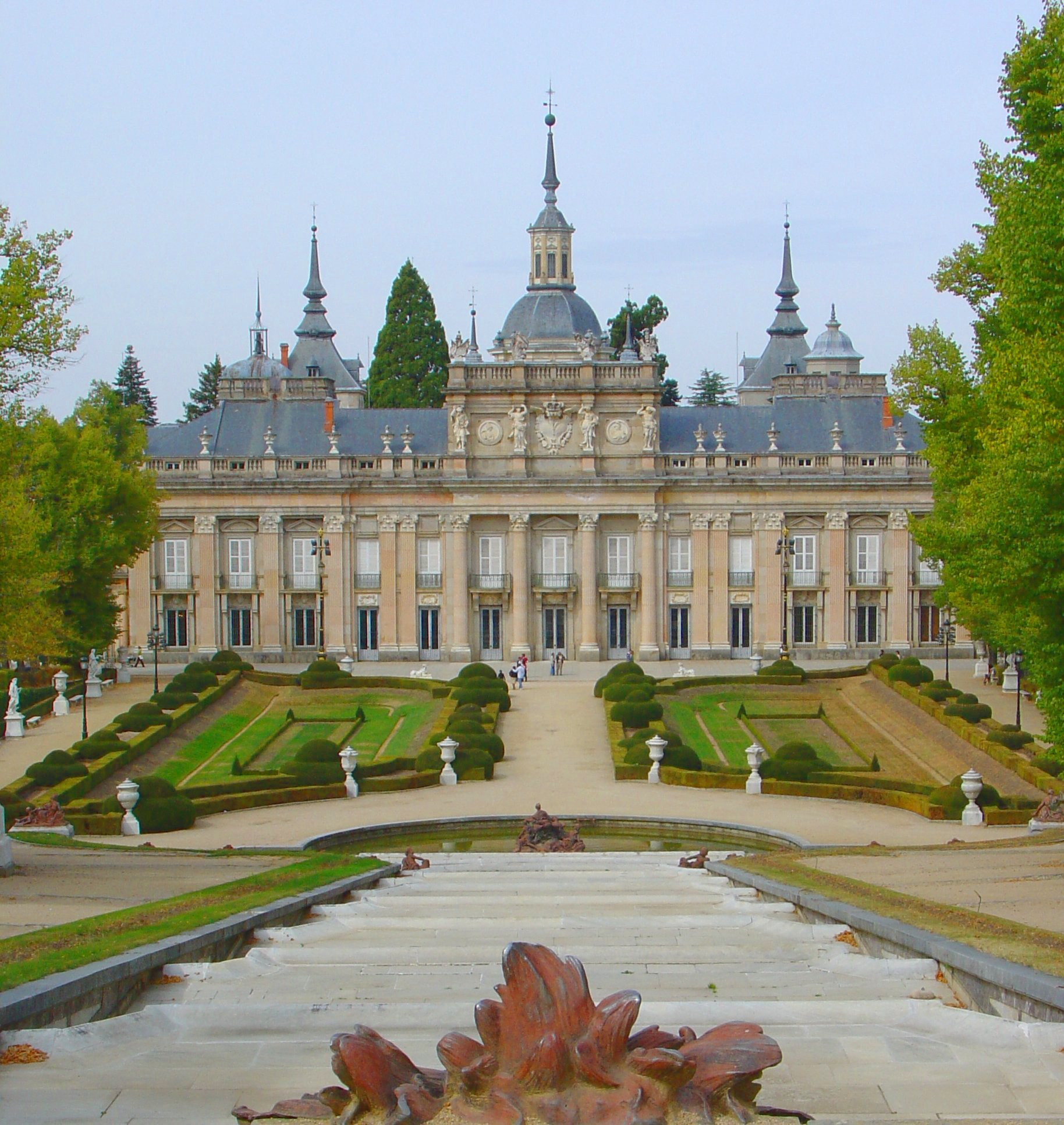
Фасад королевского дворца в Сан-Ильдефонсо.

Ла-Гранха (исп. La Granja — «Ферма») — загородная летняя резиденция, построенная по приказу короля Испании Филиппа V в городке Сан-Ильдефонсо в 80 км к северу от Мадрида.
На протяжении столетий эти края были излюбленным местом охотничьих забав кастильских королей. Первоначально в планы Филиппа входило строительство охотничьего домика, однако под руководством итальянского архитектора Филиппо Юварры замысел приобрёл форму полноценной загородной резиденции с регулярным парком на версальский манер и скульптурными группами фонтанов. В течение 1720-х годов вокруг дворца выросли покои высших сановников, казармы, собор и королевская стеклодувная фабрика. Филипп так полюбил это место, что завещал похоронить себя в дворцовой церкви с фресками работы Тьеполо. С 1736 года на строительстве резиденции был занят итальянский архитектор Джованни Баттиста Саккетти.